# Eduardo René Mondino
Eduardo René Mondino (Ciudad de Córdoba, Argentina, 3 de mayo de 1958) es un periodista y político argentino, perteneciente al partido Encuentro Republicano Federal.
Diplomado de Periodista Profesional en el Colegio Universitario de Periodismo Obispo Trejo y Sanabria de la ciudad de Córdoba, República Argentina.
Profesor Titular de la Cátedra de "Política Contemporánea". Desde 1993 desarrolla actividad académica y de investigación en el Instituto de Investigación Científica de Aplicación Periodismo Idea, en el Colegio Universitario de Periodismo de Córdoba.
Como parte de su actividad profesional ha cumplido tareas en distintos medios de comunicación social en la provincia de Córdoba, desde 1983.

## Trayectoria
- Administrador de la Regional Centro de la Empresa Gas del Estado - Sociedad del Estado (1989 - 1991)
- Secretario de Estado de Acción Social de la Nación (1992 - 1993)
- Diputado Nacional por la Provincia de Córdoba (1995 - 1999)
- Defensor del Pueblo de la Nación (1999 - 2009)
- Presidente de la Federación Iberoamericana de Ombudsman FIO (2001 - 2003)
- Director Ejecutivo del Instituto Internacional del Ombudsman por América Latina (2003 - 2009)
- Miembro del Comité Ejecutivo de la Red de Instituciones Nacionales para la Promoción y Protección de los Derechos Humanos de América (RIN) ante el Alto Comisonado de Derechos Humanos de las Naciones Unidas (2004 - 2008)
- Coordinador para el Conosur del Instituto Latinoamericano del Ombudsman - Cargo ad - honorem (2009 - Actualidad)

## Actividades como Diputado Nacional
Presidente de la Comisión de Educación.
Vicepresidente de la Comisión de Comunicaciones.
Autor y coautor de varios proyectos de ley:
"Ley de Extensión de la educación obligatoria a trece años"
"Ley Federal de Telecomunicaciones"
"Ley de Programa Único de Emergencia y Desarrollo Social"
"Ley de creación del Ente contralor de los servicios públicos"
"Ley de Becas educativas para personas con capacidades diferentes".

## Actividades como Defensor del Pueblo de la Nación
El 28 de diciembre de 1999 asume el cargo de Defensor del Pueblo de la Nación, como resultado de su designación por unanimidad de ambas Cámaras Legislativas del Congreso de la Nación.
El día 2 de noviembre de 2000, fue designado Director del I.O.I. como miembro del Capítulo Regional de América latina y el Caribe, en la reunión anual del Instituto realizada en Durban (Sudáfrica).
Es elegido Presidente de la Federación Iberoamericana de Ombudsman (FIO) para el período 2001–2003, en el marco de la Asamblea Anual de la Federación realizada el 7 de diciembre de 2001 en San Juan de Puerto Rico.
Es designado miembro del Consejo Ejecutivo del Comité Internacional de Coordinación de las Instituciones Nacionales con sede en Ginebra (I.C.C.)
Desde junio de 2004 es miembro del Comité Ejecutivo de la Red de Instituciones Nacionales para la Promoción y Protección de los Derechos Humanos de América (R.I.N.)
El 22 de diciembre de 2004 es elegido nuevamente como Defensor del Pueblo de la Nación por dos tercios de ambas Cámaras Legislativas del Congreso Nacional.
El 5 de octubre del 2005, participó del Seminario sobre la creación del Defensor del Pueblo en la República Oriental del Uruguay, que se realizó en el Honorable Congreso del mencionado país. Dentro del ámbito de éste Seminario, fue recibido en audiencia especial por el Presidente Dr. Tabaré Vázquez.
16 de noviembre del 2005. Ponencia del Defensor del Pueblo en el X Congreso y Asamblea de la Federación Iberoamericana de Ombudsman (F.I.O.) sobre "Los Derechos Humanos de la Niñez y Adolescencia"
15 y 16 de junio de 2006. Participó como integrante de la Asamblea extraodridnaria de la Federación Iberoamericana de Ombudsman (FIO) en Nuevo Vallerta, México.

## Candidato a Senador
El 6 de abril de 2009, Mondino renunció de manera pública a su cargo de Defensor del Pueblo de la Nación y anunció su candidatura a Senador nacional por la provincia de Córdoba (Partido Justicialista).
"He tomado la decisión de participar en el proceso electoral del 28 de junio porque tengo la íntima convicción de que en esa fecha los argentinos vamos a decidir nuestra institucionalidad y nuestro futuro como Nación. En estos nueve años y medio al frente de la Defensoría fijé claramente mi posición en cuanto a las cuestiones institucionales y muchos de los temas que se van a debatir en este proceso electoral. Como hay una responsabilidad ética y pública, para poder participar libremente como un ciudadano más debo dejar el cargo de Defensor", dijo.
Mondino señaló que su decisión también persigue preservar la legitimación social que alcanzó la Defensoría nacional, dando el debate a partir de ahora desde la política presentándose en la provincia de Córdoba en las citadas elecciones legislativas.
La resultados de las elecciones a legislativas fueron desfavorables para Mondino quien finalmente no resultó elegido para el cargo de senador nacional por la provincia de Córdoba al cual aspiraba.

## Candidato a Diputado
Durante 2011, Eduardo Mondino lanzó su candidatura a Diputado Nacional por la alianza Frente Popular. La misma alianza está compuesta por los partidos: MID, PRO, Primero la Gente, Unión Popular y Democracia Cristiana.
Este frente apoya la fórmula presidencial que encabezan el expresidente Eduardo Duhalde y Mario Das Neves, actual gobernador de Chubut.